# Pakistanapseudes leptochelatus
Pakistanapseudes leptochelatus is een naaldkreeftjessoort uit de familie van de Parapseudidae. De wetenschappelijke naam van de soort is voor het eerst geldig gepubliceerd in 1978 door Bacescu.